# Eva Kleinitz
Eva Kleinitz (geboren 16. Januar 1972 in Langenhagen; gestorben 30. Mai 2019 in Straßburg) war eine deutsche Opernintendantin.

## Leben
Eva Kleinitz wuchs in Hannover auf. Nach einem Theaterstudium und einer Ausbildung in klassischem Gesang wurde sie 1991 Assistentin bei den Bregenzer Festspielen. Von 1998 bis 2006 wirkte sie bei den Bregenzer Festspielen in zunehmend verantwortungsvolleren Positionen. Seit 2005 hielt sie regelmäßig Gastvorlesungen und Workshops an der privaten Showa Academia Musicae in Asao-ku (Kawasaki), Japan. 2006 ging sie als Leiterin für die künstlerische Planung an das Opernhaus La Monnaie/De Munt in Brüssel. Während der Intendanz von Jossi Wieler war sie von 2011 bis 2017 Operndirektorin an der Staatsoper Stuttgart. Seit dem Jahr 2013 leitete sie das Netzwerk Opera Europa. Ab September 2017 war Kleinitz Direktorin der Opéra national du Rhin in Straßburg. 
Kleinitz starb 2019 in Straßburg an den Folgen einer Krebserkrankung. Sie liegt auf dem Evangelischen Friedhof in Bregenz begraben.